# Hofanlage Nenndorf 4

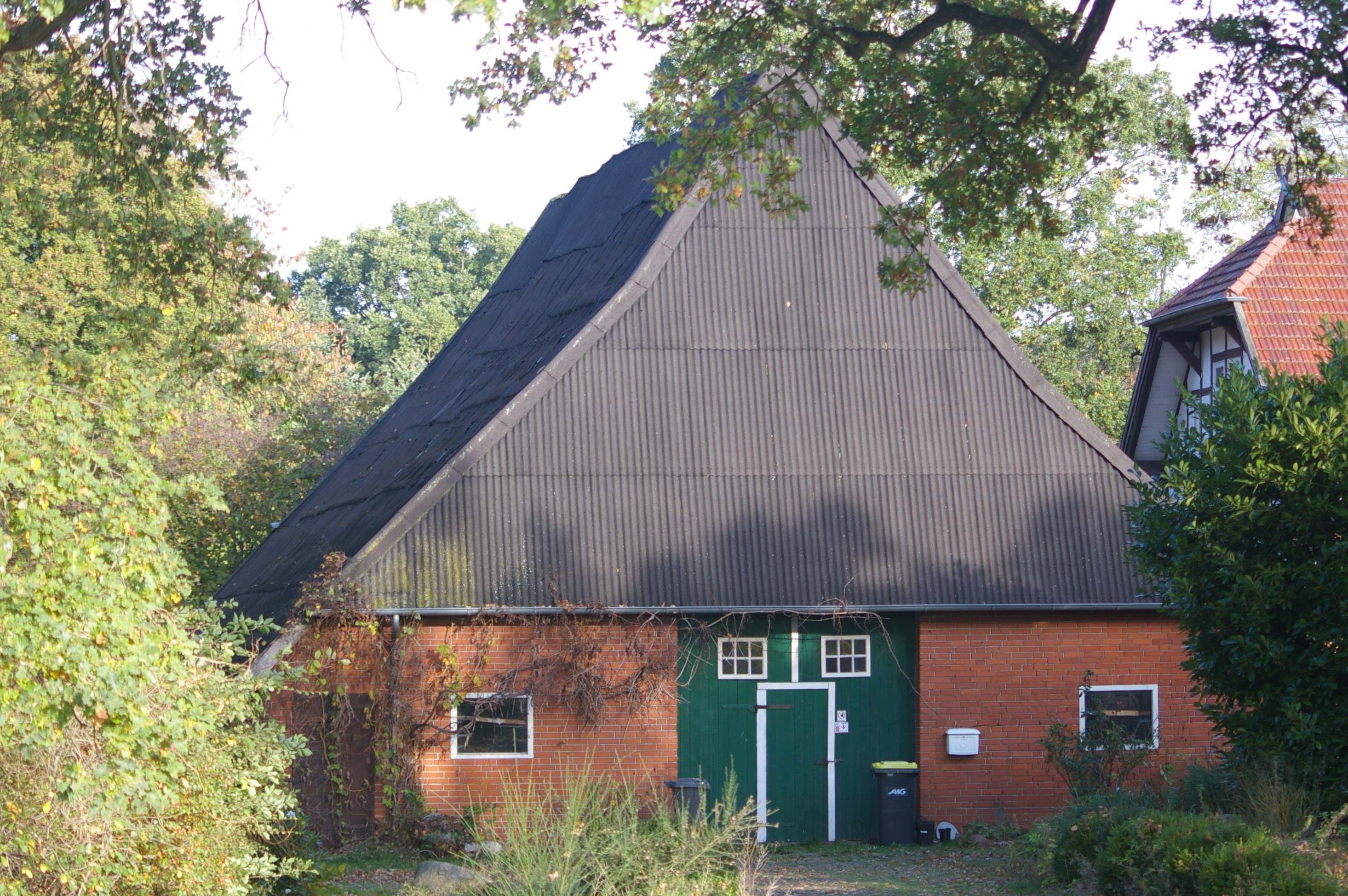
Wirtschaftshaus und Scheune I

Die Hofanlage Nenndorf 4 in Bruchhausen-Vilsen-Nenndorf stammt aus dem 17. Jahrhundert und in Bauteilen sogar aus dem 15. Jahrhundert.
Die Gebäude stehen unter Denkmalschutz (siehe auch Liste der Baudenkmale in Bruchhausen-Vilsen).

## Geschichte
Die Hofanlage aus dem 16. bis 18. Jahrhundert reicht in Teilen bis auf 1479 zurück. 1911 entschied man sich, das alte Wohn- und Wirtschaftsgebäude nur als Wirtschaftsgebäude zu nutzen, und ein separates Wohnhaus zu bauen. Die Anlage besteht aus 

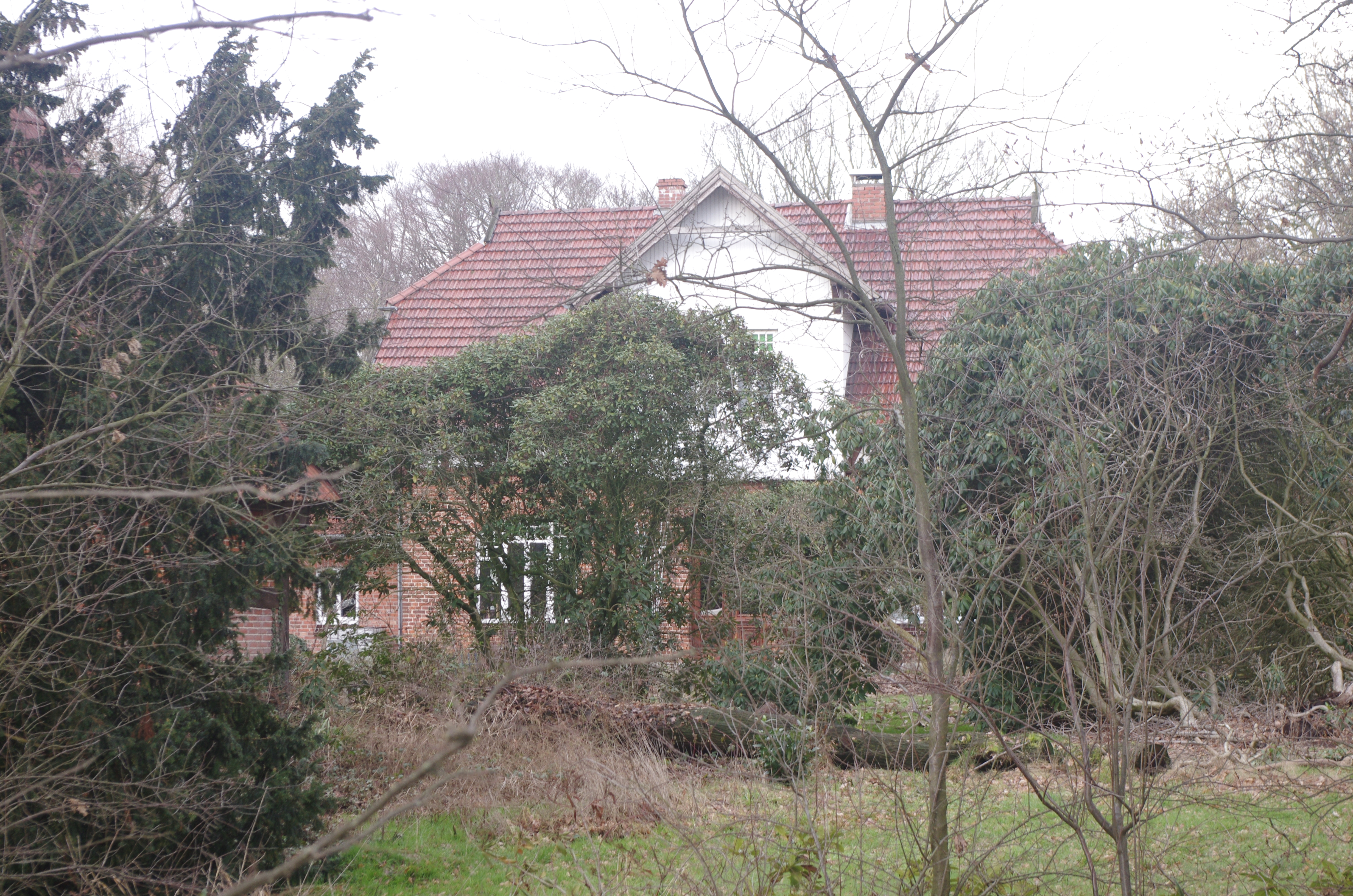
Wohnhaus

- dem früheren Wohn- und Wirtschaftsgebäude aus dem 17. Jh. und heutigem giebelständigen Wirtschaftsgebäude und Scheune I in Fachwerk mit Krüppelwalmdach,
- dem massiven verklinkerten Wohnhaus von 1911 mit Krüppelwalmdach und dem dominanten Dachhaus über dem Eingang mit Satteldach sowie einem Fachwerkdrempel,
- der Scheune II in Fachwerk mit Satteldach,
- der Scheune III mit verbohlten Wänden, Quereinfahrt, Anbau und Satteldach,
- dem Backhaus in Fachwerk mit Steinausfachungen.

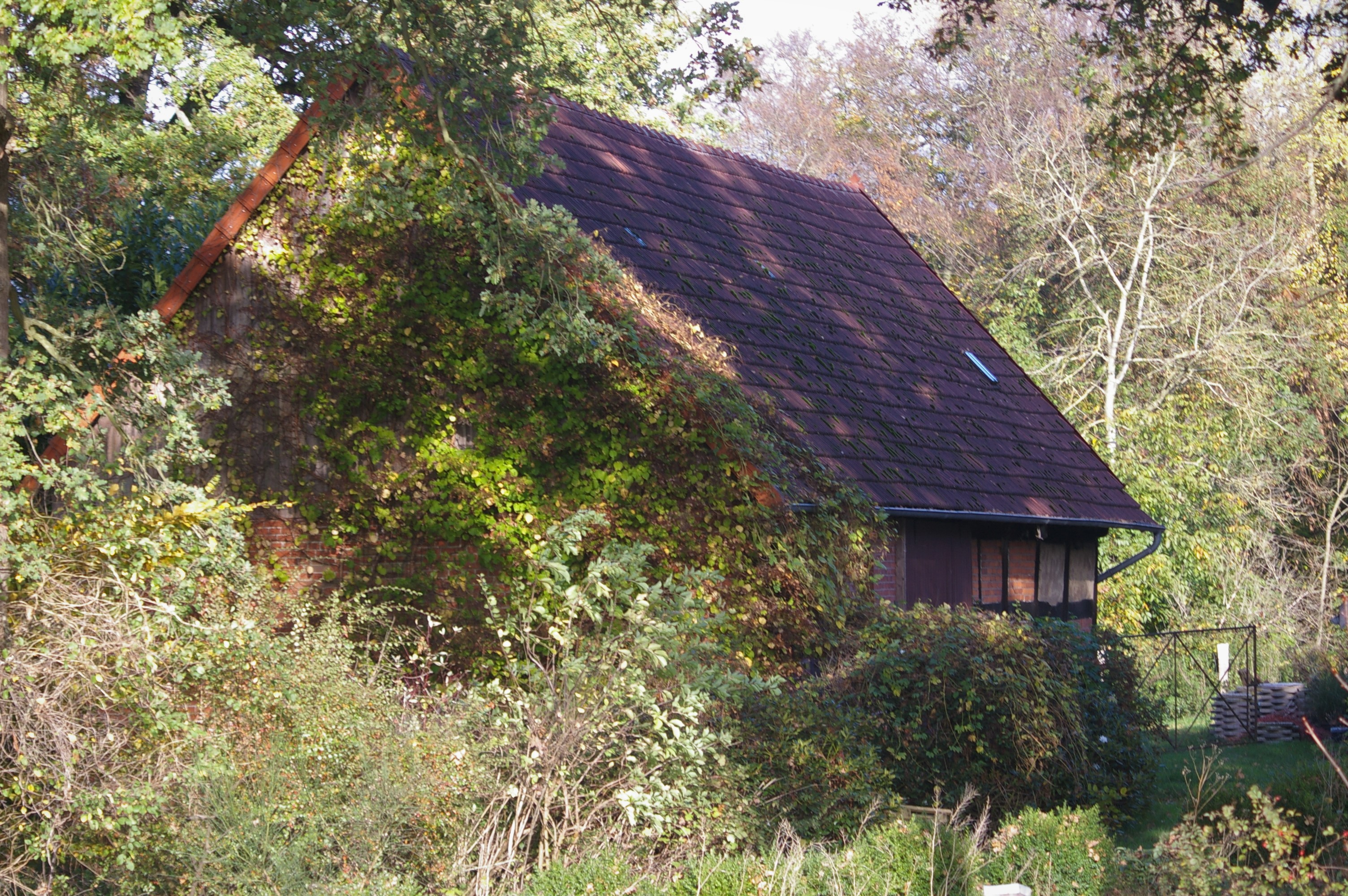
Scheune II
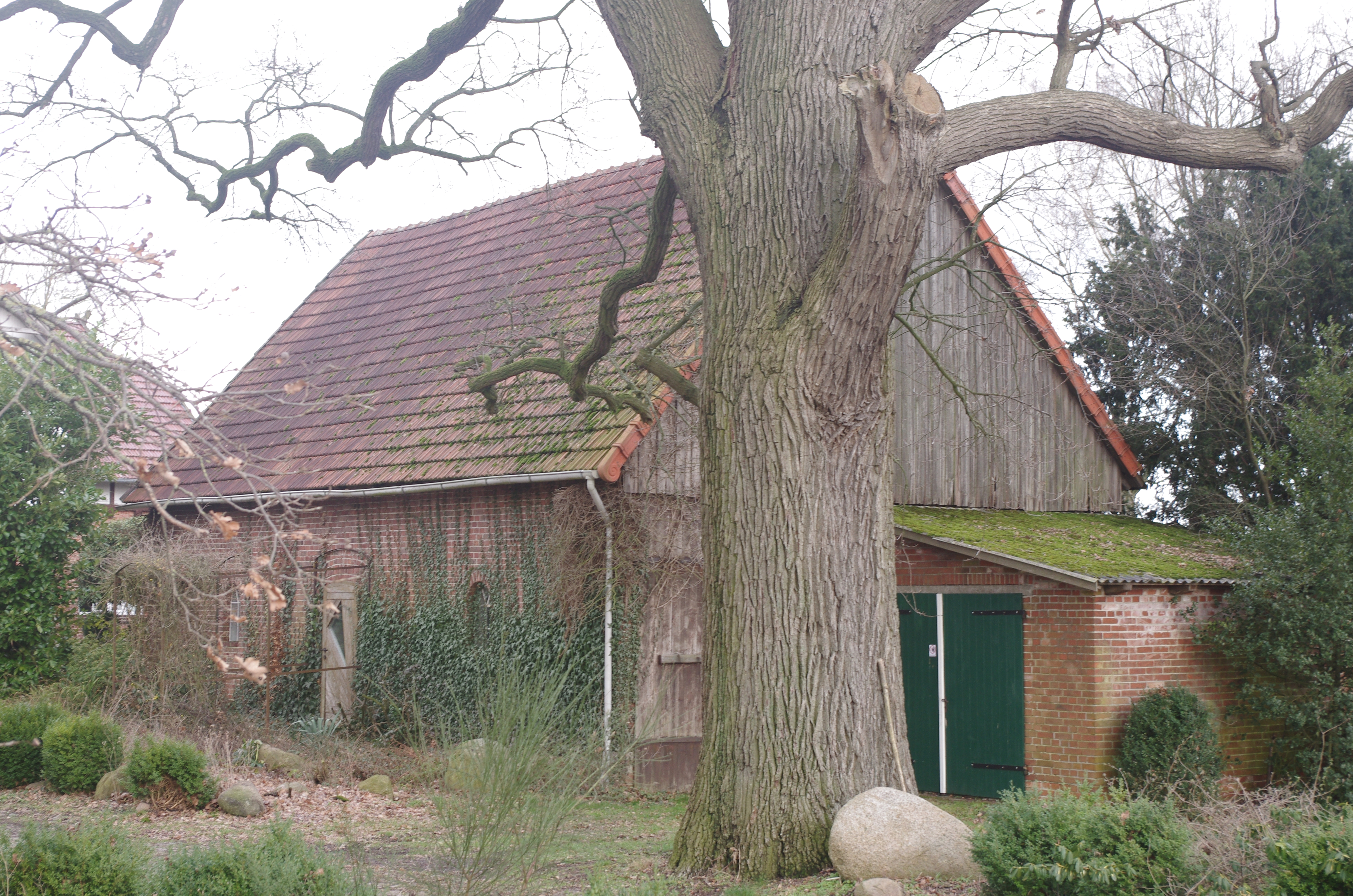
Scheune III
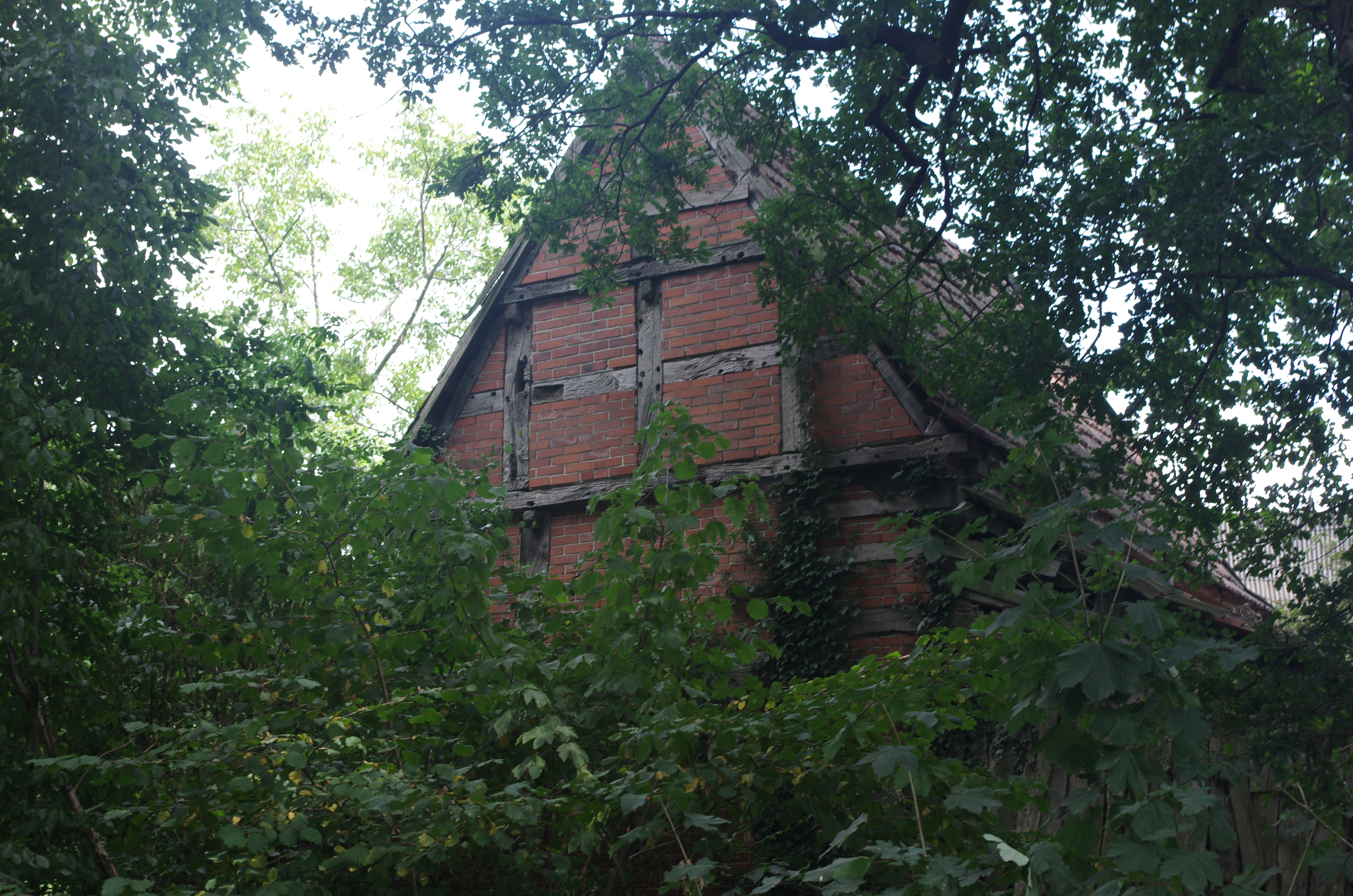
Backhaus